# Св. св. Петър и Павел (Прохоровка)
Вижте пояснителната страница за други значения на Свети апостоли Петър и Павел.
Църквата „Свети апостоли Петър и Павел“ е православен храм и паметник в село Прохоровка в Белгородска област. Построена е в памет на войниците, загинали в битката при Прохоровка на 12 юли 1943 г. Принадлежи на Губкинската епархия на Руската православна църква.

## Обща информация
Църквата „Свети апостоли Петър и Павел“ е построена с обществени дарения за 50-годишнината от Победата във Великата отечествена война в памет на загиналите в танковата битка край Прохоровка на 12 юли 1943 г. Периодът на строителство е от март 1994 г. до април 1995 г. Открита е и осветена на 3 май 1995 г. от патриарх Алексий II. Тя е паметник с регионално значение, обект на културното наследство на народите на Руската федерация и е част от музея резерват „Прохоровское поле“.
Църквата „Свети апостоли Петър и Павел“ е част от комплекс с църквата „Свети Николай“, дом за ветерани от Великата отечествена война и труда, духовенство, „Камбаната на Съюза на трите братски славянски народа“ (руски, беларуски и украински), основен камък, паметна стена и туристически център.
Изработена от камък. Архитект – Д. С. Соколов, инженер – Е. Н. Попов, проектант – С. А. Белов. Храмът е увенчан с три купола и е обединен с камбанарията в едно цяло. Особеността на този храм е, че имената на 7 хиляди войници, загинали в битката при Прохоровка, са издълбани върху мраморните плочи на стените му.

## Галерия
- Олтар на църквата „Свети апостоли Петър и Павел“
- Камбаната на „Съюза на трите братски славянски народа“
- Храм „Св. св. Петър и Павел“